# Franka Batelić
Franka Batelić (Rijeka, 7 juni 1992) is een Kroatische zangeres.

## Biografie
Batelić raakte bekend in eigen land door in 2007 op vijftienjarige leeftijd de talentenjacht Showtime te winnen. Twee jaar later nam ze deel aan de Kroatische preselectie voor het Eurovisiesongfestival. Met Pjesma za kraj eindigde ze als zevende. Begin 2018 werd ze door de Kroatische openbare omroep intern geselecteerd om haar vaderland te vertegenwoordigen op het Eurovisiesongfestival 2018, dat gehouden werd in de Portugese hoofdstad Lissabon. Daar trad ze aan met het nummer Crazy, waarmee ze geen finaleplaats kon behalen.
Batelić trouwde op 21 juli 2018 met haar vriend sinds lang, de voetbalinternationaal Vedran Ćorluka.
In 2020 kreeg ze een zoon.
1993: Put · 
1994: Tony Cetinski · 
1995: Magazin & Lidija · 
1996: Maja Blagdan · 
1997: ENI · 
1998: Danijela · 
1999: Doris Dragović · 
2000: Goran Karan · 
2001: Vanna · 
2002: Vesna Pisarović · 
2003: Claudia Beni · 
2004: Ivan Mikulić · 
2005: Boris Novković · 
2006: Severina · 
2007: Dragonfly feat. Dado Topić · 
2008: Kraljevi Ulice & 75 Cents · 
2009: Igor Cukrov feat. Andrea Šušnjara · 
2010: Feminnem · 
2011: Daria Kinzer · 
2012: Nina Badrić · 
2013: Klapa s Mora · 
2016: Nina Kraljić · 
2017: Jacques Houdek · 
2018: Franka Batelić · 
2019: Roko · 
2021: Albina Grčić · 
2022: Mia Dimšić · 
2023: Let 3 · 
2024: Baby Lasagna · 
2025: Marko Bošnjak
- International Standard Name Identifier: 0000 0004 7574 9374
- MusicBrainz: e7e932bd-aca2-4787-b845-fdb1ef803413
- Virtual International Authority File: 333146094291500331806